# إنجيبورغ نيلسون
إنجيبورغ نيلسون (بالنرويجية البوكمول: Ingeborg Nilsson)‏ هي متزلجة فنية نرويجية، ولدت في 23 نوفمبر 1924 في أوسلو في النرويج، وتوفيت في 3 فبراير 1995.

## وصلات خارجية
- إنجيبورغ نيلسون على موقع اللجنة الأولمبية الدولية (الإنجليزية)
- إنجيبورغ نيلسون على موقع أوليمبيديا (الإنجليزية)